# XCOM: Enemy Unknown
XCOM: Enemy Unknown est un jeu vidéo de tactique au tour par tour sorti sur PC, PlayStation 3 et Xbox 360 en 2012. Il a été développé par Firaxis Games et édité par 2K Games. Le jeu a ensuite été porté sur Mac OS, puis iOS, Android et SteamOS (Linux). Il est ensuite sorti sur PlayStation Vita le 22 mars 2016.
Une suite intitulée XCOM 2 est sortie le 5 février 2016,.

## Histoire
La Terre est attaquée par des extra-terrestres et, avant même d'en avoir la confirmation, un conseil de nations crée une organisation indépendante chargée de combattre puis d'étudier et interroger les aliens : la « eXtraterrial COMbat unit », dite « X-COM ».

## Aliens
- Sectoïde (sectoid en v.o.) : alien d'allure voisine du petit-gris, de constitution relativement faible (3 à 4 points de santé).
- Sectoïde Alpha (sectoid commander) : sectoïde doté de pouvoirs psioniques, notamment capable de manipulation mentale, équipé d'un pistolet (10 à 14 points de santé).
- Allumette (thin man) : alien d'apparence humanoïde à quelques détails près (yeux reptiliens, peau verte aux poignets ou au cou), servant aux missions d'infiltration et capable d'empoisonner (3 à 6 points de santé).
- Planeur (floater) : alien mécanisé volant (4 à 6 points de santé).
- Planeur lourd (heavy floater) : version améliorée du planeur, muni de grenades et doté d'une meilleure constitution (12 à 16 points de santé).
- Xenon (outsider) : alien inorganique constitué d'énergie quasi-pure, d'allure humanoïde, servant de pilote aux vaisseaux aliens (3 à 5 points de santé).
- Goliath (muton) : soldat alien, physiquement puissant, équipé d'un fusil à plasma et de grenades (8 à 10 points de santé).
- Berserker : Goliath muni de griffes attaquant au corps à corps pouvant devenir enragé, qui se déplace chaque fois qu'il reçoit un tir en direction du soldat qui en est à l'origine (20 à 25 points de santé)
- Élite (elite muton) : soldat d'élite alien, puissant et résistant, équipé d'un fusil à plasma lourd et de grenades (14 à 18 points de santé).
- Chrysalis (chryssalid) : alien arachniforme, attaquant au corps à corps et capable d'empoisonner et de transformer ses victimes en zombies (8 points de santé).
- Drone : robot alien peu résistant et légèrement équipé, ayant pour principales fonctions la reconnaissance et la réparation d'autres robots (3 à 7 points de santé).
- Cyberdisque (cyberdisc) : alien largement mécanisé résistant en forme de disque en phase de déplacement, et d'araignée en phase de combat (16 à 20 points de santé).
- Sectopode (sectopod) : robot alien très résistant et lourdement armé, pouvant tirer plusieurs fois par tour (30 points de santé).
- Étheré (ethereal) : alien doté de puissants pouvoirs psioniques (20 à 25 points de santé).
- Commandant Étheré (uber ethereal) : l'antagoniste principal du jeu, éthéré doté de pouvoirs psioniques très puissants (25 à 30 points de santé).
- Traqueur (Enemy Within uniquement) : Robot volant capable de se camoufler et d'étrangler ses victimes (4 à 6 points de santé)
- Mectoïde (Enemy Within uniquement) : Sectoïde robotisé équipé de deux canons plasma pouvant tirer deux fois par tour, souvent accompagné d'un autre sectoïde.

## Système de jeu
Il y a deux phases de jeu : la première se déroule dans la base X-COM dont le joueur est le commandant. Celui-ci doit développer la base après avoir choisi son emplacement (qui en fonction du lieu permettra l'obtention de certains bonus) et gérer les recherches, interrogatoires, recrutements et créations d'objets ou de compétences basés sur la technologie alien.
Dans la seconde phase, le commandant décide du lieu de l'intervention des X-COM grâce au GeoScape (un planisphère représentant la terre) et envoie ses agents sur place. Sur les lieux, un combat tactique au tour par tour est engagé avec pour seule fin l'extermination du camp adverse. En fonction de la méthode d'élimination des unités ennemies, le commandant se verra recevoir une certaine quantité de débris, cadavres et/ou prisonniers. Par exemple, tuer un alien à la grenade ou au lance-roquettes rendra les cadavres irrécupérables.
À la fin de chaque combat, en fonction de leurs actions, les soldats recevront des promotions qui feront la différence dans les combats futurs : fusillade, double emplacement... autant de bonus pour la suite, mais attention à bien choisir les aptitudes, car souvent, un soldat aura le choix entre deux améliorations. Une fois le choix fait, pas moyen de revenir en arrière !

## Extension
L'extension XCOM: Enemy Within est sortie en 2013. Précédée par deux DLC, l'extension contient de nouvelles cartes, de nouvelles missions, une nouvelle ressource la "Mélée" ("Meld" en VO), des améliorations pour les soldats (des modifications génétiques ou cybernétiques), deux nouveaux ennemis extraterrestres (voir plus haut), ainsi que la faction Exalt, faction humaine alliée aux extraterrestres.

## Accueil
| XCOM: Enemy Unknown |      |       |
| Média               | Pays | Notes |
| Gamekult            | FR   | 8/10  |
| GameSpot            | US   | 85 %  |
| Jeuxvideo.com       | FR   | 17/20 |